# Konkurs Piosenki Eurowizji Junior 2022
20. Konkurs Piosenki Eurowizji Junior odbył się 11 grudnia 2022 w Kompleksie Sportowo-Koncertowym im. Karena Demircziana w Erywaniu. Organizatorem była Europejska Unia Nadawców i ormiański nadawca Hajastani Hanrajin herrustajnkerut’jun (AMPTV).
W konkursie wzięło udział 16 państw. Zwyciężył Lissandro, reprezentant Francji z utworem „Oh Maman!”.

## Lokalizacja

### Miejsce organizacji konkursu
21 grudnia 2021 ogłoszono, że konkurs odbędzie się w Armenii. 17 lutego premier Armenii Nikol Paszinian ogłosił, że konkurs odbędzie się na terenie Kompleksu Sportowo-Koncertowego im. Karena Demircziana w Erywaniu. Był to drugi konkurs zorganizowany w Erywaniu po konkursie w 2011, który również został zorganizowany w tej samej hali.

### Wybór miejsca organizacji

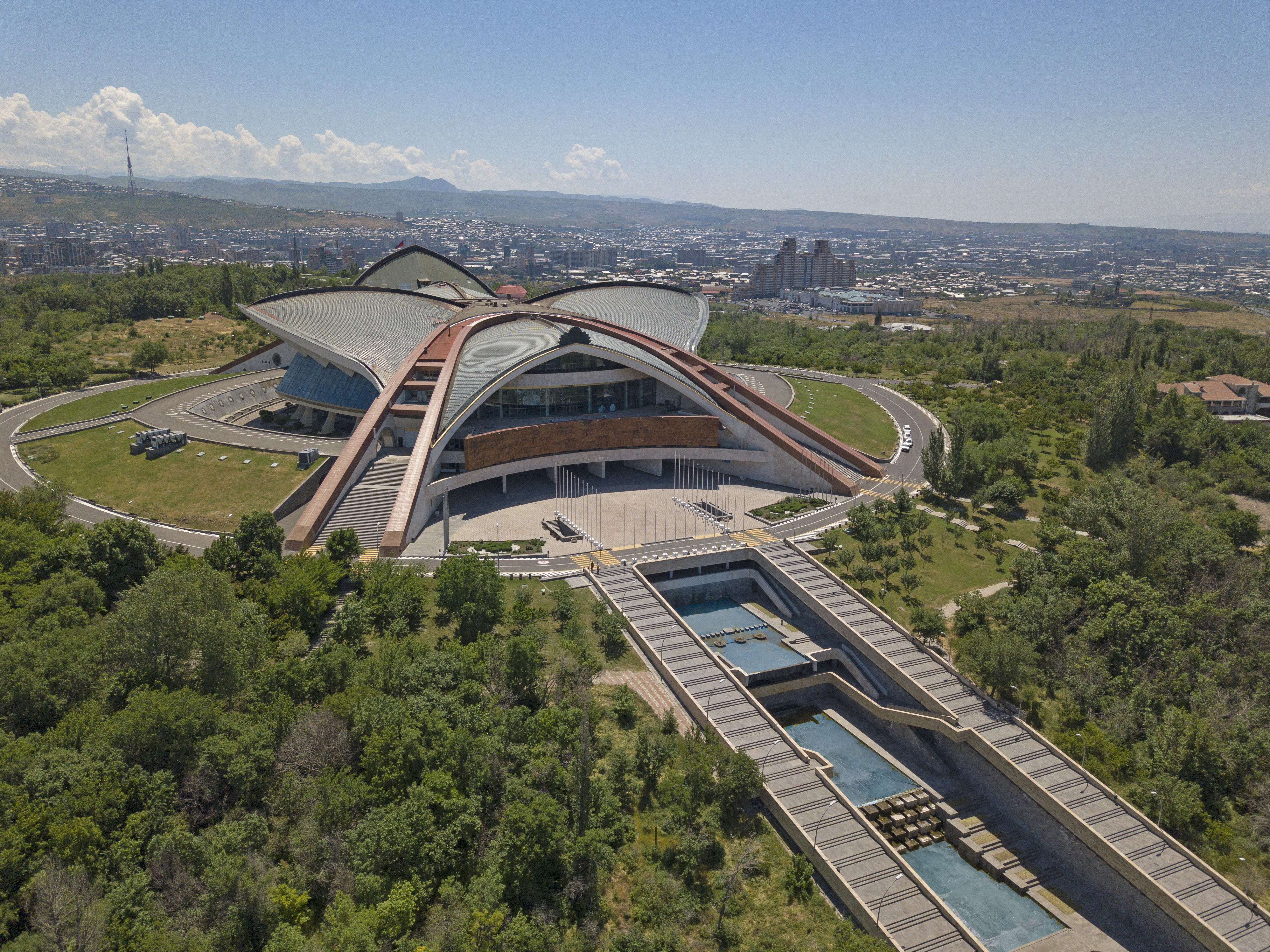
Kompleks Sportowo-Koncertowy im. Karena Demircziana, miejsce organizacji konkursu.

W przeciwieństwie do Konkursu Piosenki Eurowizji, w którym wygrywający nadawca publiczny ma pierwszeństwo do organizacji konkursu w kolejnym roku, telewizja triumfująca w Konkursie Piosenki Eurowizji Junior nie otrzymuje automatycznie prawa do organizacji następnego konkursu. Podczas konferencji prasowej dwa dni przed finałem konkursu w 2021, francuski nadawca France Télévisions ogłosił, że jeżeli reprezentant kraju Enzo zwycięży w finale konkursu, będzie ubiegał się o organizację widowiska w 2022. Kraj zajął trzecie miejsce, więc kraj najprawdopodobniej nie złożył kandydatury.
Po zwycięstwie Malény w konkursie w 2021 19 grudnia 2021 podczas konferencji prasowej zwycięzcy szef ormiańskiej delegacji David Tserunian zapytany o to, czy ormiański nadawca Hajastani Hanrajin herrustajnkerut’jun (AMPTV) zamierza ubiegać się o organizację konkursu w 2022, odpowiedział „[...] zdecydowanie. Będziemy bardziej niż szczęśliwi, by móc powitać was wszystkich w Armenii za rok”. Po zwycięstwie w konkursie na oficjalnej stronie przedziału wiadomości kanału First Channel w komunikacie o zwycięstwie znalazła się informacja, że konkurs odbędzie się w Armenii, jednak informacja wtedy nie była potwierdzona przez Europejską Unię Nadawców. 21 grudnia 2021 EBU potwierdziło, że konkurs odbędzie się w Armenii.
12 lutego nadawca AMPTV potwierdził, że konkurs odbędzie się w Erywaniu. Podczas wizyty w Armenii w lutym 2022 delegacja EBU oraz przedstawiciele AMPTV odwiedzili potencjalne miejsca organizacji konkursu. 17 lutego premier Armenii Nikol Paszinian podczas zgromadzenia rządu ogłosił, że konkurs odbędzie się w Kompleksie Sportowo-Koncertowym im. Karena Demircziana, dodając, że przeznaczono pieniądze na cel przygotowania hali pod organizację konkursu. EBU potwierdziła informację 6 kwietnia. 8 listopada ujawniono, że koszt organizacji konkursu wyniósł prawie 13 mln euro.

## Organizacja

### Prowadzący
18 listopada telewizja AMPTV ujawniła, że konkurs prowadzić będą: reprezentantka Armenii w 61. Konkursie Piosenki Eurowizji w Sztokholmie, Iweta Mukuczian; reprezentantka Armenii w 17. Konkursie Piosenki Eurowizji Junior w Gliwicach, Karina Ignatian; oraz prezenter telewizyjny i komik Garik Papojan. 1 grudnia ujawniono, że do trójki prowadzących dołączy „Robin” – robot z artyficjalnymi emocjami opracowany przez ormiańską firmę informatyczną Expper Technologies, szeroko stosowany w szpitalach w Armenii i Stanach Zjednoczonych, aby pomóc dzieciom radzić sobie ze stresem związanym z interwencjami medycznymi. Był to pierwszy konkurs Europejskiej Unii Nadawców w historii prowadzony przez sztuczną inteligencję.

### Projekt graficzny konkursu i sceny
26 września 2022 organizatorzy ujawnili slogan konkursu Spin the Magic (tłum. Zakręć magią). Głównym motywem logotypu jest bączek z tradycyjnymi wzorami, które pojawiają się na historycznej architekturze, dywanach i strojach w Erywaniu. Prezes nadawcy AMPTV, Howhannes Mowsisian uzasadnił wybór projektu graficznego konkursu powszechnością zabawki na całym świecie oraz „zjednoczenia wokół idei magii, muzyki i radości, a jednocześnie prezentując zróżnicowanie”. W osobnym komunikacie ormiański nadawca ujawnił, że data ogłoszenia projektu graficznego została przesunięta z powodu starć na granicy z Azerbejdżanem.
11 października 2022 roku AMPTV i EBU zaprezentowały oficjalny projekt sceny, który zaprojektował Rudik Ter-Galstian przy współpracy z innymi specjalistami. Środek owalnej sceny jest otoczony strugami światła, które poruszają się by oddać energię każdego z występów.

### Obchody dwudziestej rocznicy konkursu
Z okazji 20. rocznicy konkursu ormiański nadawca zaprosił wszystkich poprzednich zwycięzców konkursu do wzięcia udziału w gościnnym występie oraz promocyjnych wydarzeniach związanych z rocznicą konkursu, takich jak m.in. ceremonia otwarcia konkursu zorganizowana 5 grudnia na Placu Republiki w Erywaniu. Nadawca poinformował również, że nadal utrzymuje kontakt z niektórymi laureatami, gdyż część z nich nie ma możliwości przybycia do Erywania, a swoją nieobecność zapowiedzieli m.in. Dino Jelusić, María Isabel, Anastasija Petryk oraz Roksana Węgiel. Mimo braku osobistego skontaktowania się ze zwycięzcami z Rosji i Białorusi, prezes AMPTV Howhanes Mowsisian zaprosił ich do przybycia na konkurs.

### Kontrowersje

#### Problemy zdrowotne uczestników
Pierwsza próba techniczna reprezentantki Włoch została przełożona na następny dzień z powodu problemów zdrowotnych uczestniczki. Podczas pierwszej próby technicznej, Freya Skye, reprezentantka Wielkiej Brytanii nie mogła zaśpiewać z powodu zapalenia strun głosowych, przez co zaśpiewała z playbacku. Druga próba techniczna uczestniczki z powodu problemów zdrowotnych nie odbyła, a do pierwszej tury głosowania internautów wykorzystano nagranie z playbacku. Z powodu problemów zdrowotnych podczas pierwszej próby, która odbyła się 10 grudnia, swój występ przerwała reprezentantka Irlandii, Sophie Lennon, a na próbie jurorskiej nie pojawiła się brytyjska reprezentantka, przez co krajowa delegacja została zmuszona do poddania ocenie jurorów materiału z próby generalnej, która odbyła się tego samego dnia.
11 grudnia w komunikacie prasowym EBU ogłosiła, że reprezentantka Serbii, Katarina Savić, nie wystąpi w finale konkursu z powodu problemów zdrowotnych. Zamiast występu wykorzystane zostało nagranie z próby jurorskiej. Winę za masowe zachorowania uczestników zrzucano na decyzję organizatorów konkursu, by ceremonię otwarcia przeprowadzić na świeżym powietrzu przy minusowej temperaturze.

## Kraje uczestniczące
26 września 2022 EBU opublikowała pełną listę uczestników konkursu. Po siedemnastu latach nieobecności do konkursu powróciła Wielka Brytania. Z konkursu wycofały się telewizje z Azerbejdżanu, Bułgarii, Niemiec oraz Rosji, która początkowo potwierdziła udział w konkursie, lecz wycofała się z konkursu w następstwie zawieszenia swego członkostwa w Europejskiej Unii Nadawców.

### Finał
EBU udostępniła kolejność startową występów w finale 5 grudnia. Wcześniej, w trakcie ceremonii otwarcia konkursu wylosowany został pierwszy i ostatni występ oraz numer startowy kraju-gospodarza (Armenii).
| Lp. | Kraj               | Wykonawca           | Utwór                                       | Język                   | Miejsce | Punkty |
| --- | ------------------ | ------------------- | ------------------------------------------- | ----------------------- | ------- | ------ |
| 1   | Holandia           | Luna                | „La festa”                                  | niderlandzki, angielski | 7       | 128    |
| 2   | Polska             | Laura               | „To the Moon”                               | polski, angielski       | 10      | 95     |
| 3   | Kazachstan         | Dawid Czarlin       | „Żer-Ana (Mother Earth)” (Жер-Ана)          | kazachski, angielski    | 15      | 47     |
| 4   | Malta              | Gaia Gambuzza       | „Diamonds in the Skies”                     | angielski               | 16      | 43     |
| 5   | Włochy             | Chanel Dilecta      | „Bla Bla Bla”                               | włoski, angielski       | 11      | 95     |
| 6   | Francja            | Lissandro           | „Oh Maman!”                                 | francuski               | 1       | 203    |
| 7   | Albania            | Kejtlin Gjata       | „Pakëz diell”                               | albański                | 12      | 94     |
| 8   | Gruzja             | Mariam Bigwawa      | „I Believe”                                 | gruziński, angielski    | 3       | 161    |
| 9   | Irlandia           | Sophie Lennon       | „Solas”                                     | irlandzki               | 4       | 150    |
| 10  | Macedonia Północna | Lara, Jowan i Irina | „Żiwotot e pred mene” (Животот е пред мене) | macedoński, angielski   | 14      | 54     |
| 11  | Hiszpania          | Carlos Higes        | „Señorita”                                  | hiszpański              | 6       | 137    |
| 12  | Wielka Brytania    | Freya Skye          | „Lose My Head”                              | angielski               | 5       | 146    |
| 13  | Portugalia         | Nicolas Alves       | „Anos 70”                                   | portugalski brazylijski | 8       | 121    |
| 14  | Serbia             | Katarina Savić      | „Svet bez granica”                          | serbski                 | 13      | 92     |
| 15  | Armenia            | Nare                | „Dance!”                                    | ormiański, angielski    | 2       | 180    |
| 16  | Ukraina            | Złata Dziuńka       | „Nezłamna (Unbreakable)” (Незламна)         | ukraiński, angielski    | 9       | 111    |

## Wyniki
| Wyniki jurorów i internautów | Wyniki jurorów i internautów | Wyniki jurorów i internautów | Wyniki jurorów i internautów    | Wyniki jurorów i internautów |
| Miejsce                      | Jurorzy                      | Punkty                       | Internauci                      | Punkty                       |
| ---------------------------- | ---------------------------- | ---------------------------- | ------------------------------- | ---------------------------- |
| 1                            | Francja                      | 132                          | Wielka Brytania                 | 80                           |
| 2                            | Gruzja                       | 114                          | Hiszpania                       | 78                           |
| 3                            | Armenia                      | 110                          | Francja                         | 71                           |
| 4                            | Irlandia                     | 88                           | Armenia · Holandia · Portugalia | 70                           |
| 5                            | Wielka Brytania              | 66                           | Armenia · Holandia · Portugalia | 70                           |
| 6                            | Hiszpania                    | 59                           | Armenia · Holandia · Portugalia | 70                           |
| 7                            | Holandia                     | 58                           | Ukraina                         | 64                           |
| 8                            | Albania                      | 51                           | Irlandia                        | 62                           |
| 9                            | Portugalia                   | 51                           | Polska · Włochy                 | 53                           |
| 10                           | Ukraina                      | 47                           | Polska · Włochy                 | 53                           |
| 11                           | Polska                       | 42                           | Serbia                          | 51                           |
| 12                           | Włochy                       | 42                           | Gruzja                          | 47                           |
| 13                           | Serbia                       | 41                           | Albania                         | 43                           |
| 14                           | Macedonia Północna           | 12                           | Kazachstan · Macedonia Północna | 42                           |
| 15                           | Malta                        | 10                           | Kazachstan · Macedonia Północna | 42                           |
| 16                           | Kazachstan                   | 5                            | Malta                           | 33                           |

### Głosowanie
| Uczestnicy         | Suma punktów | Punkty od telewidzów | Punkty od jury | Punkty od jury | Punkty od jury | Punkty od jury | Punkty od jury | Punkty od jury | Punkty od jury | Punkty od jury | Punkty od jury | Punkty od jury     | Punkty od jury | Punkty od jury  | Punkty od jury | Punkty od jury | Punkty od jury | Punkty od jury |
| Uczestnicy         | Suma punktów | Punkty od telewidzów | Holandia       | Polska         | Kazachstan     | Malta          | Włochy         | Francja        | Albania        | Gruzja         | Irlandia       | Macedonia Północna | Hiszpania      | Wielka Brytania | Portugalia     | Serbia         | Armenia        | Ukraina        |
| Holandia           | 128          | 70                   |                |                | 3              | 8              |                | 3              | 7              |                | 4              | 3                  | 8              | 7               |                | 6              | 6              | 3              |
| Polska             | 95           | 53                   | 2              |                |                | 5              | 5              |                | 8              |                | 3              | 4                  | 2              |                 |                |                | 7              | 6              |
| Kazachstan         | 47           | 42                   |                |                |                |                | 4              | 1              |                |                |                |                    |                |                 |                |                |                |                |
| Malta              | 43           | 33                   |                |                |                |                |                |                | 1              |                |                |                    | 5              |                 |                |                | 3              | 1              |
| Włochy             | 95           | 53                   |                |                | 4              | 2              |                | 2              | 12             | 12             |                |                    |                |                 | 6              | 3              | 1              |                |
| Francja            | 203          | 71                   | 12             | 5              | 8              |                | 12             |                | 10             | 10             | 12             | 10                 | 6              | 10              | 12             | 10             | 10             | 5              |
| Albania            | 94           | 43                   |                | 6              | 6              | 7              | 3              | 8              |                | 4              | 7              |                    |                | 4               | 1              | 5              |                |                |
| Gruzja             | 161          | 47                   | 8              | 12             | 7              | 6              | 10             | 5              | 2              |                | 2              | 8                  | 10             | 5               | 10             | 7              | 12             | 10             |
| Irlandia           | 150          | 62                   | 7              | 10             |                | 12             | 6              | 10             |                | 2              |                | 7                  | 3              | 6               | 4              | 12             | 2              | 7              |
| Macedonia Północna | 54           | 42                   | 1              |                |                |                |                |                |                |                | 5              |                    |                |                 |                | 4              |                | 2              |
| Hiszpania          | 137          | 78                   | 3              | 1              | 2              | 10             | 1              | 4              | 4              | 1              | 1              | 5                  |                | 12              | 2              | 1              | 8              | 4              |
| Wielka Brytania    | 146          | 80                   | 6              | 3              | 1              | 1              | 8              | 7              | 6              | 8              |                | 2                  | 4              |                 | 3              |                | 5              | 12             |
| Portugalia         | 121          | 70                   | 4              | 4              | 5              |                | 7              | 6              |                | 7              |                | 6                  | 7              | 1               |                |                | 4              |                |
| Serbia             | 92           | 51                   | 10             | 8              |                |                | 2              |                |                | 3              | 8              | 1                  | 1              | 3               | 5              |                |                |                |
| Armenia            | 180          | 70                   | 5              | 2              | 12             | 4              |                | 12             | 5              | 5              | 10             | 12                 | 12             | 8               | 7              | 8              |                | 8              |
| Ukraina            | 111          | 64                   |                | 7              | 10             | 3              |                |                | 3              | 6              | 6              |                    |                | 2               | 8              | 2              |                |                |

## Pozostałe kraje
Aby kraj kwalifikował się do potencjalnego udziału w Konkursie Piosenki Eurowizji Junior, musi być aktywnym członkiem Europejskiej Unii Nadawców. Nie wiadomo, czy Europejska Unia Nadawców wysyła zaproszenia do udziału wszystkim pięćdziesięciu sześciu aktywnym członkom, tak jak ma to miejsce w kwestii Konkursu Piosenki Eurowizji.

### Aktywni członkowie EBU
- Azerbejdżan – 13 stycznia 2022 roku Eldar Rasulov, członek azerskiej delegacji na Konkurs Piosenki Eurowizji dla Dzieci wypowiadając się na temat udziału kraju w konkursie w 2022 powiedział; nieważne gdzie odbywa się konkurs, Azerbejdżan musi wziąć udział i pracować nad uzyskaniem jeszcze lepszego wyniku[59][60]. Azerbejdżan nie znalazł się na liście państw uczestniczących w konkursie[4], a 26 września azerski nadawca İctimai Televiziya və Radio Yayımları Şirkəti (İTV) wydał oświadczenie, w którym wyjaśniając przyczyny rezygnacji powołał się na brak kolejnego sezonu azerskiej odsłony The Voice Kids, którego zwycięzca mógłby zostać wybrany wewnętrznie na reprezentanta kraju w konkursie. Przedstawiciele stacji stwierdzili też, że nikt się z nimi nie skontaktował z propozycją reprezentowania Azerbejdżanu w konkursie[61].
- Belgia – 27 maja 2022 flamandzki nadawca VRT skomentował, że nie planuje wracać do udziału w konkursie ponieważ kilka lat temu ich kanał dziecięcy Ketnet zmienił strategię i dzięki rezygnacji z udziału w konkursie są oni w stanie skupić się na promowaniu młodych lokalnych talentów w kraju[62]. Nadawca RTBF nie skomentował możliwości udziału. Belgia nie znalazła się na liście państw uczestniczących w konkursie[4].
- Bułgaria – 9 grudnia 2021 eurowizyne konto na Twitterze, które w przeszłości należało do bułgarskiego nadawcy Byłgarska nacionałna telewizija (BNT) na zapytanie czy weźmie udział w konkursie odpowiedziało, że obecnie szuka metody wybrania swojego reprezentanta[63], jednak we wrześniu 2022 to samo konto zaczęło informować, że jednak nie weźmie udziału w konkursie bez podania przyczyny[64]. Samo konto po zmianie delegacji prawdopodobnie przestało należeć do nadawcy. Bułgaria nie znalazła się na liście państw uczestniczących w konkursie[4].
- Czarnogóra – 29 maja 2022 czarnogórski nadawca RTCG potwierdził swój brak uczestnictwa w konkursie z powodu braku środków finansowych i chęci skupienia się na Konkursie Piosenki Eurowizji[65].
- Estonia – 8 czerwca 2021 dział prasowy estońskiej delegacji na Konkursie Piosenki Eurowizji potwierdził, że kraj nie zadebiutuje podczas konkursu w 2021 roku z powodu wysokich kosztów uczestnictwa, lecz nadawca Eesti Rahvusringhääling (ERR) nie wykluczył swojego debiutu w przyszłości. Jednak 27 maja 2022 nadawca potwierdził, że nie zadebiutuje w 2022 z tego samego powodu, lecz nie zamyka drzwi na udział w przyszłości[66].
- Finlandia – 20 maja 2022 Teija Rantala, szefowa działu rozrywki fińskiego nadawcy Yle informując, że kraj nie planuje debiutu w konkursie skomentowała to następująco; nie chcemy brać udziału w Konkursie Piosenki dla Dzieci z różnych powodów, ale jednym z nich jest to, że nie chcemy tworzyć nowych dziecięcych gwiazd i czuć się niekomfortowo z tym, że dzieci tam ze sobą rywalizują[67].
- Izrael – 1 czerwca 2022 izraelski nadawca Israeli Public Broadcasting Corporation (KAN) potwierdził, że nie powróci do udziału w konkursie dla dzieci, gdyż chce się skupić na Konkursie Piosenki Eurowizji[68].
- Niemcy – niemiecki nadawca Kika odpowiadający za udział kraju w wydarzeniu pierwotnie poinformował, że weźmie udział w konkursie w 2022, jednak 20 maja 2022 wycofał się z tej decyzji twierdząc, że takowa nie została jeszcze podjęta[69]. 2 sierpnia 2022 niemiecki nadawca Norddeutscher Rundfunk (NDR) potwierdził, że wraz z Kika podjęli oni decyzję o wycofaniu się z udziału w konkursie ze względu na „przerwę twórczą” i częściowe ostrzeżenia dotyczące podróży do Armenii wydane przez federalne ministerstwo zagraniczne Niemiec[70]. Nadawca zapewnił jednak, że będzie transmitować konkurs i ma nadzieję na powrót w przyszłym roku[71].
- Norwegia – 26 maja 2022 norweski nadawca Norsk Rikskringkasting (NRK) poinformował, że nie planuje powracać do udziału w konkursie[72], a 28 maja stacja wyjaśniła, że powodem jest fakt, iż zarząd stacji jasno stoi przy swoim stanowisku, że nie chcą oni dopuszczać do rywalizacji dzieci między sobą[73]. 2 sierpnia 2022 drugi norweski nadawca TV2 potwierdził, że nie weźmie udziału w konkursie, a do tego, że nawet tego nie rozważano[74].
- Słowenia – mimo początkowo rozważania powrotu do konkursu, w maju 2022 słoweński nadawca RTVSLO ostatecznie ujawnił, że kraj nie weźmie udziału w konkursie, ponieważ nie znajduje się on w jego „programowym planie produkcji”[75].
- Szwajcaria – 30 maja 2022 niemieckojęzyczny nadawca Schweizer Radio und Fernsehen (SRF) potwierdził, że nie planuje brać udziału w konkursie nie podając przy tym powodu[76]. 5 czerwca 2022 Joanne Holder, szefowa działu produkcji muzycznych i akustyki włoskojęzycznej stacji Radiotelevisione svizzera (RSI) potwierdziła, że nie planują organizować powrotu kraju do udziału w konkursie, podając jako przyczynę fakt, że nie byliby w stanie samodzielnie (bez pomocy pozostałych oddziałów SRG SSR) wziąć udziału oraz, że posiadają inne priorytety strategiczne, które nie obejmują konkursu. Kończąc komentarz stwierdziła; „Kto wie, może w przyszłości coś się zmieni”[77]. Szwajcaria nie znalazła się na liście państw uczestniczących w konkursie[4].

Poniższe kraje potwierdziły, że nie planują powrócić do udziału w konkursie w 2022 bez podania przyczyny:

- Cypr – CyBC[78]
- Dania – DR[79]
- Grecja – ERT[80]
- Litwa – LRT[81]
- Łotwa – LTV[82]
- Mołdawia – TRM[83]
- Rumunia – TVR[84]
- San Marino – SMRTV[85]
- Szwecja – SVT[86]
- Walia – S4C[87]

Poniższe kraje potwierdziły, że nie planują debiutować w konkursie w 2022 bez podania przyczyny:

- Austria – ORF[72]
- Czechy – ČT[88]
- Islandia – RÚV[89]

### Stowarzyszeni członkowie EBU
- Australia – 18 kwietnia 2022 roku australijski nadawca Australian Broadcasting Corporation (ABC) poinformował, że nie zajmie się organizacją powrotu kraju do udziału w konkursie w 2022 nie podając przy tym powodu swojej decyzji[90]. 4 sierpnia 2022 Special Broadcasting Service (SBS) poinformował, że także nie planuje wziąć udziału w konkursie nie podając przy tym powodu swojej decyzji[91].

### Członkowie spoza EBU
- Białoruś – białoruski nadawca Biełteleradyjokampanija (BTRC) 1 lipca 2021 został wykluczony z Europejskiej Unii Nadawców na okres trzech lat[92][93][94], co powoduje, że BTRC będzie mogła wziąć udział najwcześniej w 2024, chyba że EBU zdecyduje się na wcześniejsze przywrócenie członkostwa[95].
- Rosja – 13 lutego 2022 kraj potwierdził udział w konkursie[35], jednak 26 lutego rosyjska stacja Wszechrosyjska Państwowa Kompania Telewizyjna i Radiowa (RTR) poinformowała, że zawiesiła swoje członkostwo w Europejskiej Unii Nadawców ze względu na „wzrost upolitycznienia w aktywności organizacji”, przez co kraj nie ma już nadawcy, który mógłby go reprezentować w wydarzeniu.

## Sekretarze, nadawcy publiczni i komentatorzy

### Sekretarze
Punkty krajów, które nie dostarczyły własnych rzeczników, zostały ogłoszone przez dotychczasowych zwycięzców konkursu.
1. Holandia – Ralf Mackenbach (zwycięzca konkursu w 2009)[97]
2. Polska – Viki Gabor (zwyciężczyni konkursu w 2019)[98]
3. Kazachstan – Hallasz
4. Malta – Gaia Cauchi (zwycięzczyni konkursu w 2013)[99]
5. Włochy – Vincenzo Cantiello (zwycięzca konkursu w 2014)[100]
6. Francja – Valentina (zwyciężczyni konkursu w 2020)[101]
7. Albania – Mariam Gwaladze (zwyciężczyni konkursu w 2011)
8. Gruzja – Niko Kajaia (reprezentant Gruzji w 2021)[102]
9. Irlandia – Hollie Lennon
10. Macedonia Północna – Mariam Mamadaszwili (zwyciężczyni konkursu w 2016)[53]
11. Hiszpania – Juan Diego Álvarez[103]
12. Wielka Brytania – Tabitha Joy
13. Portugalia – Emily Alves[104]
14. Serbia – Petar Aničić (reprezentant Serbii w 2020)[105]
15. Armenia – Maléna (zwycięzczyni konkursu w 2021)[106]
16. Ukraina – Mykoła Olinyk[53]

### Komentatorzy
Poniższy spis uwzględnia nazwiska komentatorów poszczególnych nadawców publicznych transmitujących widowisko.
Kraje uczestniczące w konkursie
- Albania – Andri Xhahu (RTSH 1, RTSH Muzikë, Radio Tirana 1)[107]
- Armenia – Hamlet Arakelian, Hraczuhi Utmazian (H1)
- Francja – Stéphane Bern, Carla Lazzari (France 2)[108]
- Gruzja – Nika Lobiladze (1TV)[109]
- Hiszpania – Julia Varela i Tony Aguilar(inne języki) (La 1, TVE Internacional)[110][111]
- Holandia – Bart Arens, Matheu Hinzen (NPO Zapp, NPO Start)[112]
- Irlandia – Sinéad Ní Uallacháin (TG4)[113]
- Kazachstan – Jerdana Jerżanuły (Khabar TV)[114][115]
- Macedonia Północna – Eli Tanaskowska (MRT1)
- Malta – brak komentatora (TVM)
- Polska – Aleksander Sikora (TVP1, TVP Polonia, TVP ABC)[116]
- Portugalia – Nuno Galopim, Iolanda Ferreira (RTP1, RTP Internacional(inne języki))[117][118]
- Serbia – Kristina Radenković (RTS2)[119]
- Ukraina – Timur Mirosznyczenko (Suspilne Kultura)[120]
- Wielka Brytania – Harvey Cantwell, Lauren Layfield(inne języki) (BBC One, CBBC, BBC iPlayer)[121]
- Włochy – Mario Acampa, Francesca Fialdini(inne języki) (Rai 1)[122]

Kraje nieuczestniczące w konkursie
- Niemcy – Consi(inne języki) (Kika)[123]

## Oglądalność
Konkurs dotarł do łącznie 33 milionów widzów na 13 mierzonych rynkach. Średnia widownia telewizyjna programu wzrosła o blisko 500 tysięcy rok do roku, osiągając 7,9 miliona, trzecią co do wielkości widownię od 2011 roku. Średnio 12,8% wszystkich telewidzów oglądało konkurs, a większość uczestniczących nadawców odnotowała wzrost oglądalności w porównaniu z edycją z 2021 roku. Organizacja konkursu miała ogromny wpływ na oglądalność w Armenii. Prawie 4 na 10 Ormian oglądało jakąś część wydarzenia, a program przyciągał średnio 2 na 3 telewidzów w Armenii.
We Włoszech, Hiszpanii i Francji średnia liczba widzów przekroczyła 1 milion. Ogółem, na 10 z 13 rynków zgromadzono większą widownię niż zwykle osiągana przez kanały w tym samym czasie. Konkurs uzyskał 18,5% udziału w oglądalności wśród dzieci w wieku od 4 do 14 lat, ponad dwukrotnie więcej niż średni wynik osiągany normalnie przez tę samą grupę kanałów telewizyjnych. 2,5-godzinne wydarzenie przyniosło również 14,2% oglądalność wśród osób w wieku od 15 do 24 lat, czyli dwa razy więcej niż średni wynik normalnie osiągany przez tę samą grupę. W Internecie konkurs zgromadził 500 000 widzów na oficjalnym kanale Eurowizji Junior w serwisie YouTube.
Polska odnotowała najniższą oglądalność Eurowizji Junior od 2018 roku, czyli od czasu, gdy Roksana Węgiel wygrała konkurs w Mińsku z piosenką „Anyone I Want To Be”. Według MOR, konkurs oglądało średnio 2,1 mln widzów w TVP1, TVP ABC i TVP Polonia, z udziałem na poziomie 15,1% oglądalności. W szczytowym momencie konkurs oglądało 3,2 miliona widzów, co oznacza spadek ze szczytu 4,9 miliona w 2021 roku. Według EBU Polska po raz czwarty z rzędu zgromadziła największą widownię z 1,9 mln widzów.